# Gino Gorla
Gino Gorla, all'anagrafe Luigi Gorla (Crema, 28 dicembre 1906 – Roma, 6 luglio 1992), è stato un giurista italiano.

## Biografia
È stato professore all'Università degli Studi di Pavia e alla Sapienza di Roma, dove è stato anche preside della Facoltà di Giurisprudenza.
Si è occupato sia di diritto civile, sia di diritto comparato.
Ha compiuto ricerche sulle sentenze dei grandi Tribunali dell'epoca del tardo diritto comune.
Partecipò come responsabile ai seminari di Cornell (1960 - 1967), organizzati da Rudolf Schlesinger e contribuì all'opera Formation of contracts, lavoro frutto di quei seminari. Nel 1964 organizzò a Roma i Seminari Civil Law - Common Law.
È stato socio dell'Accademia Nazionale dei Lincei. Nel 1982 ha vinto il Premio Scanno per il diritto.
Nel 1994 sono stati pubblicati gli studi in sua memoria.

## Opere
- La riproduzione del negozio giuridico, Padova, 1933
- L'atto di disposizione dei diritti, Perugia, 1936
- La compravendita e la permuta (nel Trattato Vassalli), Torino, 1937
- L'interpretazione del diritto, 1941
- Il contratto, Milano, 1955
- Diritto comparato e diritto comune europeo, Milano, Giuffrè, 1981, raccolta di scritti